# The Apple Years 1968-75
The Apple Years 1968-75 es una caja recopilatoria del músico británico George Harrison, publicada por la compañía discográfica Universal Music Group el 22 de septiembre de 2014. La publicación, que incluye los seis álbumes de estudio que Harrison grabó bajo la discográfica Apple Records entre 1968 y 1975, complementa a The Dark Horse Years 1976-1992, otra caja lanzada diez años antes con la otra mitad de la discografía de Harrison, publicada entre 1976 y 1992 bajo su propio sello, Dark Horse Records. The Apple Years 1968-75 incluye también un DVD con varios videos, incluyendo una grabación de siete minutos con material previamente inédito, así como un libro con una introducción escrita por su hijo, Dhani Harrison, y un ensayo realizado por el autor Kevin Howlett. 

## Trasfondo
George Harrison comenzó a remasterizar y reeditar su catálogo musical con el relanzamiento de All Things Must Pass en enero de 2001, en una edición remasterizada y supervisada por el propio músico. Sin embargo, su fallecimiento en noviembre del mismo año obligó a su familia, y en especial a su hijo, Dhani, a posponer los proyectos pendientes para finalizar Brainwashed, su último trabajo de estudio, y para organizar Concert for George, un concierto homenaje a su carrera. Parte del catálogo musical de Harrison fue reeditado en años posteriores: en 2004 se publicó The Dark Horse Years 1976-1992, una caja recopilatoria con los seis discos que Harrison grabó en Dark Horse Records; en 2005, su familia supervisó la reedición de The Concert for Bangladesh en disco y DVD; y un año después tuvo lugar la reedición de Living in the Material World. Hasta esa fecha, solo cuatro discos —Wonderwall Music, Electronic Sound, Dark Horse y Extra Texture— no habían sido objeto de revisión para una posible reedición.
En 2014, una década después del lanzamiento de The Dark Horse Years 1976-1992, Dhani y Paul Hicks restauraron y remasterizaron los seis discos publicados bajo Apple Records en los Lurssen Mastering de Los Ángeles. Mientras que All Things Must Pass y Living in the Material World mantienen la lista de canciones de sus respectivas reediciones en 2001 y 2006, el resto de discos incluyen varios temas extra: al respecto, Wonderwall Music, álbum que Harrison grabó como banda sonora de la película de Joe Massot Wonderwall, incluye tres temas extra: «In the First Place», interpretada por el grupo Remo Four, una toma inédita del tema de The Beatles «The Inner Light» y la canción inédita «Almost Shankara». Dark Horse incluyó «I Don't Care Anymore», cara B del sencillo «Dark Horse», y una versión acústica inédita de «Dark Horse». Por otra parte, Extra Texture incluyó una regrabación en forma de demo de «This Guitar (Can't Keep from Crying)» que Harrison hizo para David Stewart en 1992.

## Promoción
The Apple Years 1968-75 fue promocionado en los Estados Unidos con una semana dedicada a George Harrison en el programa de televisión de la TBS Conan que comenzó el 22 de septiembre. En días separados, Beck interpretó el tema «Wah-Wah», del álbum All Things Must Pass, Paul Simon tocó la canción de The Beatles «Here Comes the Sun», Dhani Harrison interpretó «Let It Down» y «Ballad of Sir Frankie Crisp (Let It Roll)», ambas de All Things Must Pass, y Norah Jones tocó «Behind That Locked Door», del mismo álbum.
El lanzamiento de la caja recopilatoria coincidió también con el George Fest, un concierto organizado en el Fonda Theatre de Los Ángeles (California) el 28 de septiembre que incluyó la participación de Brian Wilson, Dhani Harrison, Wayne Coyne, Steven Drozd, Britt Daniel y Ann Wilson.

## Recepción
Tras su publicación, The Apple Years 1968-75 obtuvo reseñas generalmente favorables de la prensa musical. Hal Horowitz de American Songwriter destacó el diseño de la caja y el sonido de los álbumes remasterizados, y describió All Things Must Pass como «el indiscutible punto álgido del catálogo en solitario de Harrison» y «un álbum de cinco estrellas que se desborda con canciones exquisitas y complejas y magníficas interpretaciones y melodías». Horowitz concluyó diciendo de la caja: «Independientemente de la naturaleza ecléctica de estos álbumes y su material a menudo insatisfactorio, George Harrison merece el elaborado tratamiento que tiene aquí, lo que lo concierte en una adición valiosa a la abultada colección de cualquier amante de The Beatles».
Michael Galluci de Ultimate Classic Rock comentó que «el único álbum esencial aquí» es All Things Must Pass y escribió: «Al igual que las carreras en solitario de sus antiguos compañeros, la de Harrison fue irregular... [y] los siete años estuvieron marcados por indulgencias creativas que no siempre merecen la pena... Cuando la merecían, los resultados estuvieron a la altura del mejor material en solitario de The Beatles». En su crítica para Paste, Robert Ham comentó que Living in the Material World era «el álbum que más se beneficia de estos esfuerzos de remasterización» y «el único maduro para redescubrir». Ham sugirió también que para los mayores seguidores de The Beatles, The Apple Years es una escucha esencial para ayudarles a conseguir que apreciaran más el crecimiento de Harrison como artista y como ser humano». En su reseña para The Second Disc, Joe Marchese consideró a la caja «bella por dentro y por fuera» y añadió: «The Apple Years presenta a George Harrison en sus muchas contradicciones, pero una cosa clara es que la música que dejó atrás es música para apreciar».

## Lista de canciones
Todas las canciones escritas y compuestas por George Harrison excepto donde se anota. 
| Disco uno: Wonderwall Music |                                                      |          |  |
| N.º                         | Título                                               | Duración |  |
| 1.                          | «Microbes»                                           |          |  |
| 2.                          | «Red Lady Too»                                       |          |  |
| 3.                          | «Tabla and Pakavaj»                                  |          |  |
| 4.                          | «In The Park»                                        |          |  |
| 5.                          | «Drilling A Home»                                    |          |  |
| 6.                          | «Guru Vandana»                                       |          |  |
| 7.                          | «Greasy Legs»                                        |          |  |
| 8.                          | «Ski-ing»                                            |          |  |
| 9.                          | «Gat Kirwani»                                        |          |  |
| 10.                         | «Dream Scene»                                        |          |  |
| 11.                         | «Party Seacombe»                                     |          |  |
| 12.                         | «Love Scene»                                         |          |  |
| 13.                         | «Crying»                                             |          |  |
| 14.                         | «Cowboy Music»                                       |          |  |
| 15.                         | «Fantasy Sequins»                                    |          |  |
| 16.                         | «On The Bed»                                         |          |  |
| 17.                         | «Glass Box»                                          |          |  |
| 18.                         | «Wonderwall To Be Here»                              |          |  |
| 19.                         | «Singing Om»                                         |          |  |
| 20.                         | «In The First Place (by The Remo Four)» (Tema extra) |          |  |
| 21.                         | «Almost Shankara» (Tema extra)                       |          |  |
| 22.                         | «The Inner Light» (Tema extra)                       |          |  |

| Disco dos: Electronic Sound |                         |          |  |
| N.º                         | Título                  | Duración |  |
| 1.                          | «Under the Mersey Wall» |          |  |
| 2.                          | «No Time or Space»      |          |  |

| Disco tres: All Things Must Pass |                                                                       |                            |          |  |
| N.º                              | Título                                                                | Escritor(es)               | Duración |  |
| 1.                               | «I'd Have You Anytime»                                                | George Harrison, Bob Dylan |          |  |
| 2.                               | «My Sweet Lord»                                                       |                            |          |  |
| 3.                               | «Wah-Wah»                                                             |                            |          |  |
| 4.                               | «Isn't It a Pity»                                                     |                            |          |  |
| 5.                               | «What Is Life»                                                        |                            |          |  |
| 6.                               | «If Not for You»                                                      | Bob Dylan                  |          |  |
| 7.                               | «Behind That Locked Door»                                             |                            |          |  |
| 8.                               | «Let It Down»                                                         |                            |          |  |
| 9.                               | «Run of the Mill»                                                     |                            |          |  |
| 10.                              | «I Live For You» (Tema extra publicado en la reedición de 2001)       |                            |          |  |
| 11.                              | «Beware Of Darkness» (Tema extra publicado en la reedición de 2001)   |                            |          |  |
| 12.                              | «Let It Down» (Tema extra publicado en la reedición de 2001)          |                            |          |  |
| 13.                              | «What Is Life» (Tema extra publicado en la reedición de 2001)         |                            |          |  |
| 14.                              | «My Sweet Lord (2000)» (Tema extra publicado en la reedición de 2001) |                            |          |  |

| Disco cuatro: All Things Must Pass |                                             |                                                                            |          |  |
| N.º                                | Título                                      | Escritor(es)                                                               | Duración |  |
| 1.                                 | «Beware of Darkness»                        |                                                                            |          |  |
| 2.                                 | «Apple Scruffs»                             |                                                                            |          |  |
| 3.                                 | «Ballad of Sir Frankie Crisp (Let It Roll)» |                                                                            |          |  |
| 4.                                 | «Awaiting on You All»                       |                                                                            |          |  |
| 5.                                 | «All Things Must Pass»                      |                                                                            |          |  |
| 6.                                 | «I Dig Love»                                |                                                                            |          |  |
| 7.                                 | «Art of Dying»                              |                                                                            |          |  |
| 8.                                 | «Isn't It a Pity»                           |                                                                            |          |  |
| 9.                                 | «Hear Me Lord»                              |                                                                            |          |  |
| 10.                                | «It's Johnny's Birthday»                    | Martin, Coulter, Harrison, Eddie Klein                                     |          |  |
| 11.                                | «Plug Me In»                                | Clapton, Gordon, Harrison, Mason, Radle, Whitlock                          |          |  |
| 12.                                | «I Remember Jeep»                           | Baker, Clapton, Harrison, Preston, Voormann                                |          |  |
| 13.                                | «Thanks for the Pepperoni»                  | Clapton, Gordon, Harrison, Mason, Radle, Whitlock                          |          |  |
| 14.                                | «Out of the Blue»                           | Aronowitz, Clapton, Gordon, Harrison, Keys, Price, Radle, Whitlock, Wright |          |  |

| Disco cinco: Living in the Material World |                                                             |          |  |
| N.º                                       | Título                                                      | Duración |  |
| 1.                                        | «Give Me Love (Give Me Peace on Earth)»                     |          |  |
| 2.                                        | «Sue Me, Sue You Blues»                                     |          |  |
| 3.                                        | «The Light That Has Lighted the World»                      |          |  |
| 4.                                        | «Don't Let Me Wait Too Long»                                |          |  |
| 5.                                        | «Who Can See It»                                            |          |  |
| 6.                                        | «Living in the Material World»                              |          |  |
| 7.                                        | «The Lord Loves the One (That Loves the Lord)»              |          |  |
| 8.                                        | «Be Here Now»                                               |          |  |
| 9.                                        | «Try Some, Buy Some»                                        |          |  |
| 10.                                       | «The Day the World Gets 'Round»                             |          |  |
| 11.                                       | «That Is All»                                               |          |  |
| 12.                                       | «Deep Blue» (Tema extra incluido en la reedición de 2006)   |          |  |
| 13.                                       | «Miss O'Dell» (Tema extra incluido en la reedición de 2006) |          |  |
| 14.                                       | «Bangla Desh» (Tema extra)                                  |          |  |

| Disco seis: Dark Horse |                                             |                                           |          |  |
| N.º                    | Título                                      | Escritor(es)                              | Duración |  |
| 1.                     | «Hari's on Tour (Express)»                  |                                           |          |  |
| 2.                     | «Simply Shady»                              |                                           |          |  |
| 3.                     | «So Sad»                                    |                                           |          |  |
| 4.                     | «Bye Bye Love»                              | Felice Bryant, Boudleaux Bryant, Harrison |          |  |
| 5.                     | «Māya Love»                                 |                                           |          |  |
| 6.                     | «Ding Dong, Ding Dong»                      |                                           |          |  |
| 7.                     | «Dark Horse»                                |                                           |          |  |
| 8.                     | «Far East Man»                              | George Harrison, Ron Wood                 |          |  |
| 9.                     | «It Is 'He' (Jai Sri Krishna)»              |                                           |          |  |
| 10.                    | «I Don't Care Anymore» (Tema extra)         |                                           |          |  |
| 11.                    | «Dark Horse» (Versión acústica, tema extra) |                                           |          |  |

| Disco siete: Extra Texture (Read All About It) |                                                                                |          |  |
| N.º                                            | Título                                                                         | Duración |  |
| 1.                                             | «You»                                                                          |          |  |
| 2.                                             | «The Answer's at the End»                                                      |          |  |
| 3.                                             | «This Guitar (Can't Keep from Crying)»                                         |          |  |
| 4.                                             | «Ooh Baby (You Know That I Love You)»                                          |          |  |
| 5.                                             | «World of Stone»                                                               |          |  |
| 6.                                             | «A Bit More Of You»                                                            |          |  |
| 7.                                             | «Can't Stop Thinking About You»                                                |          |  |
| 8.                                             | «Tired of Midnight Blue»                                                       |          |  |
| 9.                                             | «Grey Cloudy Lies»                                                             |          |  |
| 10.                                            | «His Name Is Legs (Ladies and Gentlemen)»                                      |          |  |
| 11.                                            | «This Guitar (Can't Keep From Crying)» (Versión de Platinum Weird, tema extra) |          |  |

| DVD: The Apple Years | |          |  |
| N.º                  | Título | Duración |  |
| 1.                   | «George Harrison: The Apple Years Feature»                                                                   |          |  |
| 2.                   | «All Things Must Pass EPK» (Incluido en la reedición de All Things Must Pass en 2001)                        |          |  |
| 3.                   | «The Concert for Bangladesh EPK» (Producido por Olivia Harrison y Jonathan Clyde)                            |          |  |
| 4.                   | «Give Me Love (Give Me Peace on Earth)» (En directo, 1991)                                                   |          |  |
| 5.                   | «Miss O'Dell» (Versión alternativa incluida en la edición deluxe de Living in the Material World en 2006)    |          |  |
| 6.                   | «Sue Me Sue You Blues» (Demo acústica incluida en la edición deluxe de Living in the Material World en 2006) |          |  |
| 7.                   | «Living in the Material World» (Incluida en la edición deluxe de Living in the Material World en 2006)       |          |  |
| 8.                   | «Ding Dong, Ding Dong» (Video promocional, 1974)                                                             |          |  |
| 9.                   | «Dark Horse» (Video promocional, 1974)                                                                       |          |  |

## Posición en listas
| País              | Lista                     | Posición |
| ----------------- | ------------------------- | -------- |
| Alemania          | Media Control Album Chart | 45       |
| Bélgica (Flandes) | Ultratop 200 Albums       | 106      |
| Estados Unidos    | Billboard 200             | 167      |
| Estados Unidos    | Top Rock Albums           | 47       |
| Italia            | Italian Albums Chart      | 66       |
| Países Bajos      | Mega Albums Top 100       | 81       |